# Sega Pico
Sega Pico (яп. キッズコンピュータ・ピコ, Сега: піко), а також Kids Computer Pico — навчальна ігрова приставка від компанії Sega Toys, — підрозділ корпорації Sega. Приставка Pico позиціонувалась як «edutainment»- пристрій та була орієнтована на дітей віком від 3 до 7 років. Pico була випущена в червні 1993 року в Японії та в листопаді 1994 року в Північній Америці та Європі, а пізніше була випущена у Китаї. На зміну їй прийшла вдосконалена модель Advanced Pico Beena, випущена в Японії у 2005 році.
У Японії Pico продавалася до виходу Beena, але у Північній Америці та Європі Pico виявилася менш успішною і була знята з виробництва на початку 1998 року, хоча перевипускалася компанією Majesco Entertainment. Ігри для Pico були орієнтовані на ігрову освіту дітей та містили ліцензованих анімаційних персонажів, наприклад, із серії Sonic the Hedgehog від Sega. Компанія Sega заявила про 3,4 мільйона проданих приставок Pico та 11,2 мільйона проданих ігрових картриджів до них, а також про понад 350 000 проданих приставок Beena та 800 000 картриджів до них.

## Конструкція та програмне забезпечення

Скріншот із зображенням ігрового процеса з Sonic Gameworld, типової гри для Pico

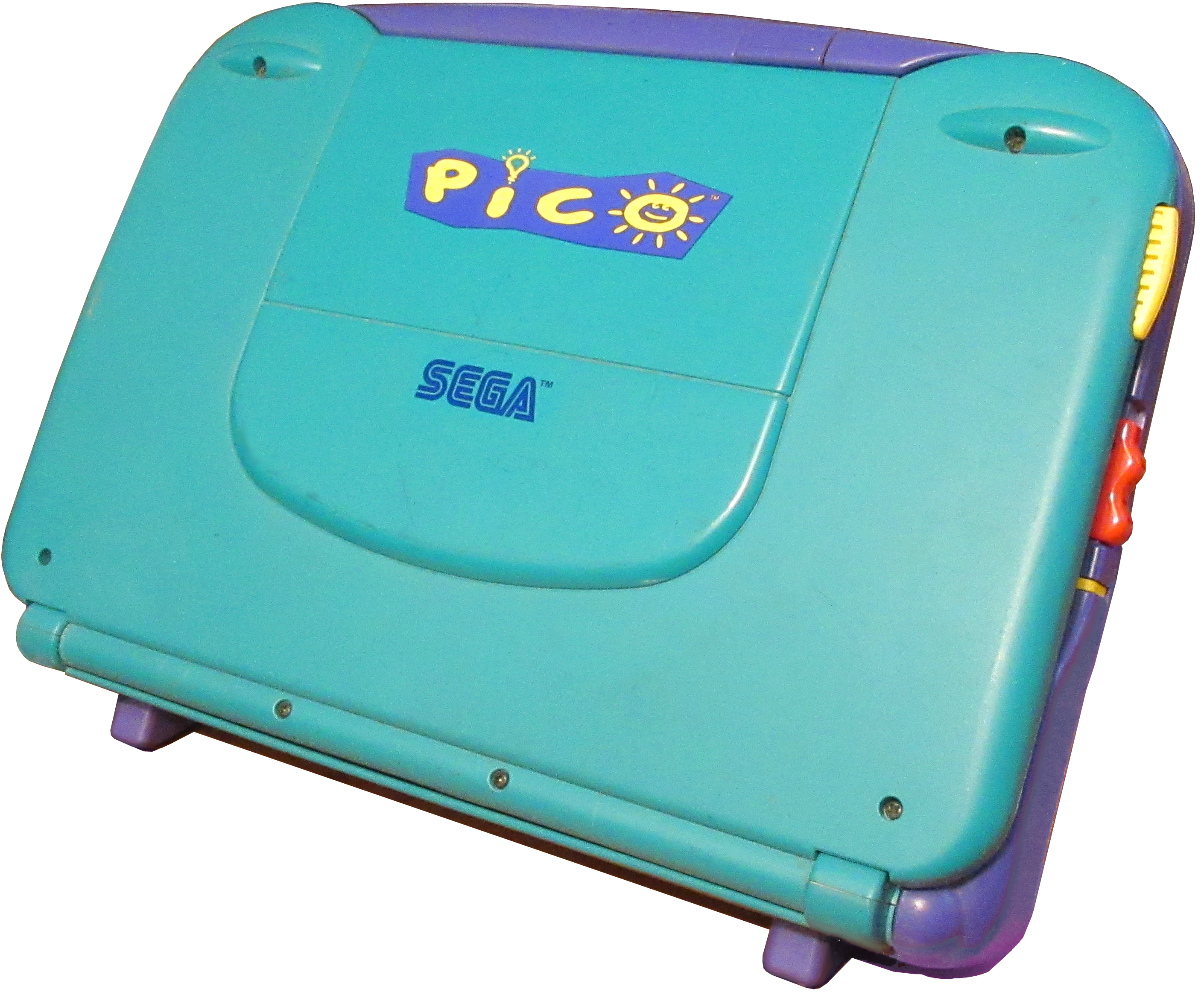
Sega Pico у складеній позиції

Pico працює на тому ж апаратному забезпеченні, як і Sega Mega Drive, а формою нагадує ноутбук. У комплект постачання входили стилус під назвою Magic Pen та графічний планшет для малювання. Управління іграми для системи здійснюється або за допомогою Magic Pen, як мишею, або за допомогою кнопок направлення на самій приставці. Pico не має свого екрана або радіочастотного відеовиходу, і натомість пристрій підключається до монітора через композитний відеосигнал. Дотик пера до планшета дозволяє малювати чи анімувати персонажів на екрані.
Картриджі для системи називалися Storyware і мали форму книжок з картинками та слотом для картриджа у нижній частині. Pico при кожному перевертанні сторінки змінює зображення на екрані телевізора та набір завдань для гравця. Також на кожній сторінці є звуковий супровід, включаючи голоси та музику. Ігри для Pico були спрямовані на навчання, включаючи такі предмети, як музика, рахунок, правопис, читання, зіставлення та розфарбовування. В іграх використовувалися ліцензовані мультиплікаційні персонажі з різних франшиз, таких як Disney's The Lion King: Adventures at Pride Rock таA Year at Pooh Corner. Sega також випустила ігри за участю свого талісмана, їжака Соніка, включаючи Sonic Gameworld і Tails and the Music Maker.
За словами колишнього керівника відділу досліджень та розробок апаратного забезпечення приставок Sega Хідекі Сато, розробка Sega Pico стала можливою завдяки роботі компанії над картриджами MyCard для гральної консолі SG-1000, а також над планшетами для малювання. Сенсорна технологія, використана в планшеті, була запозичена в аркадного автомата World Derby 1987, а процесор і графічний чип — у приставки Mega Drive.

## Історія
Pico була випущена в Японії в червні 1993 року за ціною 13 440 єн. У Північній Америці Sega представила Pico на Американському міжнародному ярмарку іграшок 1994 року, продемонструвавши її можливості малювання та зображення інформації, а потім випустила її у листопаді. Рекламна вартість приставки була близько 160 доларів, реальна становила 139 доларів. Картриджі «Storyware» продавалися за ціною від 39,99 до 49,99 долара. Слоган Pico говорив: «Комп'ютер, який вважає, що це іграшка». Sega Pico отримала кілька нагород, включаючи «National Parenting Seal of Approval», «Platinum Seal Award» та золоту медаль «National Association of Parenting Publications Awards».
Після провалу продажів у Штатах компанія Sega зняла Pico з виробництва у Північній Америці на початку 1998 року. Пізніше, у серпні 1999 року у Північній Америці було випущено ремейк Pico, створений компанією Majesco Entertainment, за ціною 49,99 доларів, а ігри «Storyware» до неї продавалися за ціною 19,99 доларів США. Пізніше Pico було випущено Китаї 2002 року за ціною 690 юаней.
У 2000 році Sega стверджувала, що Pico продалася кількістю 2,5 мільйона одиниць. Станом на квітень 2005 року Sega заявляла, що у всьому світі було продано 3,4 мільйона приставок Pico та 11,2 мільйона картриджів із програмним забезпеченням. У 1995 році Pico потрапила до списку 100 найкращих товарів за версією Dr. Toy, а також була включена до списку «кращих комп'ютерних ігор» журналу Child. За словами Джозефа Садковські з The Washington Times, «Pico має достатню потужність, щоб стати серйозним навчальним посібником, який вчить рахувати, писати, добирати слова, вирішувати завдання, запам'ятовувати, логіку, координацію рук і очей і важливі базові навички роботи з комп'ютером».
Колишній віце-президент Sega of America з розробки продукції Джо Міллер стверджує, що назвав свого собаку на честь системи через свою пристрасть до неї. Навпаки, Стівен Л. Кент стверджує, що генеральний директор Sega of Japan Хаяо Накаяма спостерігав «повний провал» Pico у Північній Америці. За словами Уоррена Баклейтнера з Children's Software Revenue, Pico провалилася у Північній Америці через відсутність довіри до продукту.

## Advanced Pico Beena
Advanced Pico Beena, також відома під назвами Beena і BeenaLite, — навчальна ігрова приставка, призначена для дітей молодшого віку, що продавався компанією Sega Toys і випущена в 2005 році в Японії. Вона є наступницею Pico і продається відповідно до концепції «вчися під час гри». За словами Sega Toys, основна увага в Advanced Pico Beena приділяється навчанню участі у нових соціальних середовищах. Серед тем, перерахованих як освітні напрямки для Beena, — інтелектуальне, моральне, фізичне, дієтичне виховання та безпеку. Назва приставки була обрана так, щоб вона звучала як перші склади слова «Be Natural».
Порівняно з Pico у Beena додано кілька функцій. У Beena можна грати без телевізора, і вона підтримує багатокористувацьку гру за допомогою додаткового пера Magic Pen, що окремо продається. Приставка також підтримує збереження даних. Час гри може бути обмежений за допомогою батьківського контролю у системі. Деякі ігри Beena також передбачають адаптивну складність, яка ускладнюється залежно від рівня навичок гравця. 17 липня 2008 року було випущено більш доступну версію приставки — BeenaLite. За оцінками Sega, на момент випуску було продано 350 000 приставок Beena та 800 000 ігрових картриджів.